# Renderen

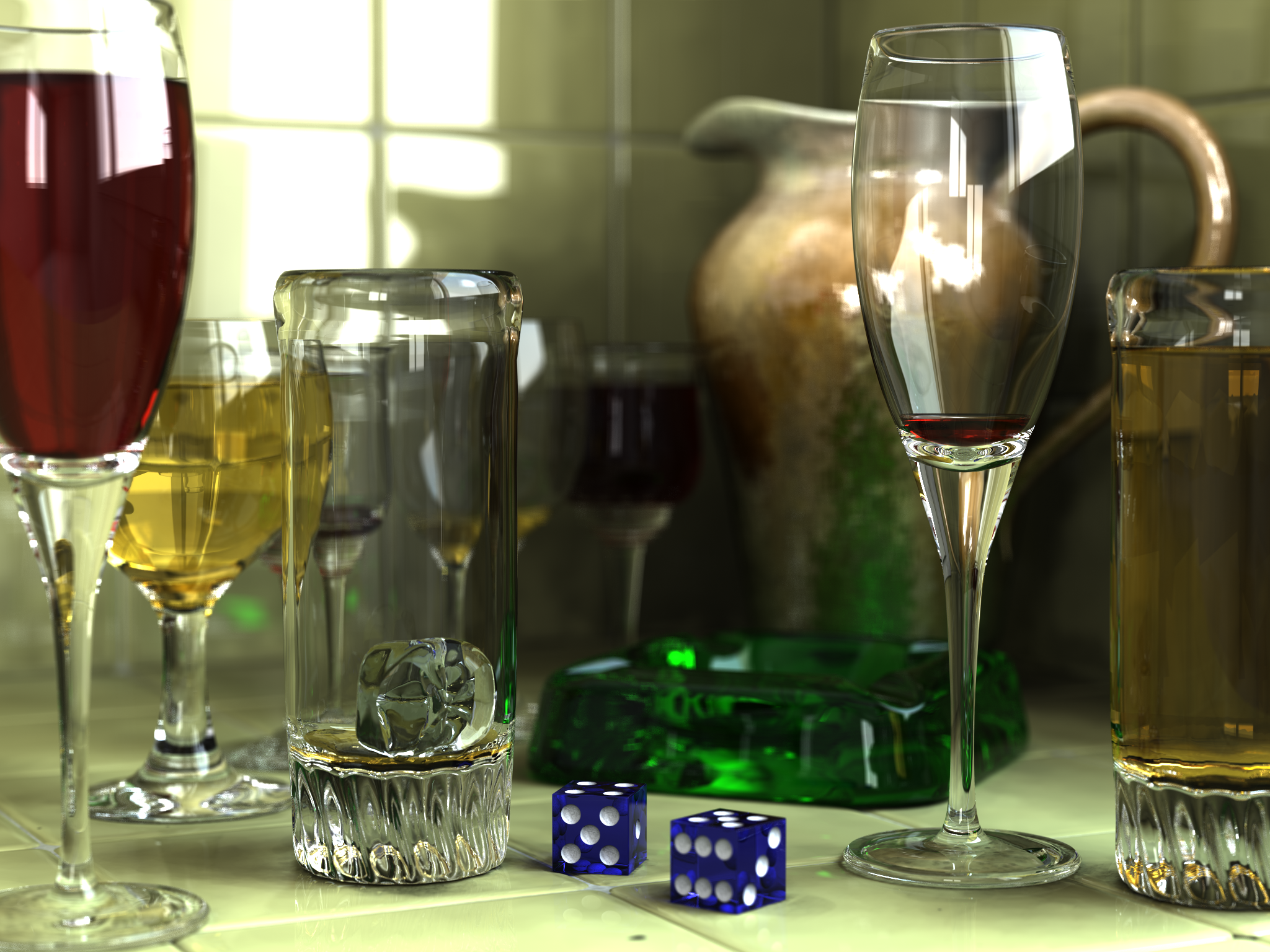
Een fotorealistisch gerenderde afbeelding

Renderen is in computergraphics het genereren met behulp van de computer van een digitale afbeelding op basis van ruwe data, die onder andere afkomstig kunnen zijn van een model. Het model is een beschrijving van een object en de eigenschappen daarvan in een strikt gedefinieerde taal of datastructuur. Het model bevat informatie over de geometrie, de belichting, de schaduw en de eigenschappen van het object.
Het is een van de belangrijke onderdelen van 3D-computergraphics en in de praktijk altijd verbonden met de andere onderdelen. In het genereren van de afbeelding is het de laatste grote stap: het zorgt ervoor dat de modellen en de animatie worden getoond. Door de toenemende complexiteit van computergraphics sinds de jaren 70 is renderen steeds meer een eigen gebied geworden. Renderen vindt plaats in onder andere computerspellen, simulatoren, speciale effecten in films en bij de visualisatie van ontworpen objecten.
Elk van deze toepassingen vergt een bepaald gebruik van de beschikbare technieken en de eigenschappen daarvan, zoals de snelheid en de accuraatheid van de belichting. Zo wordt in de audiovisuele en animatie software onder renderen ook wel het pre-renderen van effecten en frames verstaan. De afbeelding wordt van tevoren gerenderd, dat is een rekenintensief proces. Tijdens het monteren en modelleren van objecten wordt eens in de zoveel tijd door de gebruiker een proces handmatig gestart, dit vaak naar eigen inzicht. Het voordeel is dat alle frames in de montage en de vaak vele effecten per frames opnieuw worden gegenereerd en toegepast. De voorvertoning kan daarna vloeiender worden afgespeeld doordat de computertoepassing niet bij elk frame het effect opnieuw toe hoeft te passen, omdat dit al bij het renderen is gedaan. Pre-renderen is niet aan snelheid gebonden.
In andere gevallen moeten de afbeeldingen in realtime worden geproduceerd. Realtime renderen wordt in 3D-computerspellen gedaan, die gebruikmaken van videokaarten om de berekeningen via 3D-hardware te versnellen.
Er is een verscheidenheid aan rendersoftware beschikbaar: sommige zijn geïntegreerd in grotere modelleringsprogramma's terwijl andere als standalone-applicatie functioneren. Er zijn ook opensourceprojecten die rendersoftware ontwikkelen. Een renderer is een zorgvuldig ontwikkeld programma waarin verscheidene disciplines zijn samengebracht, zoals optica, visuele waarneming, wiskunde en software engineering.

## Algemener
De term renderen wordt meer algemeen gebruikt voor het maken van de opgemaakte pagina, bijvoorbeeld een webpagina, op basis van de broncode, zie ook layout-engine.

## Etymologie
In het Engels heeft het werkwoord to render een reeks van betekenissen die alle op de oorspronkelijke betekenis van iets maken teruggaan, onder andere: veroorzaken, interpreteren, vertalen en het uitspreken (van een vonnis).